# Країна Оз
Країна Оз — це чарівна країна, представлена в дитячому романі 1900 року «Неймовірний чарівник країни Оз», написаному Л. Френком Баумом та проілюстрованому В. В. Денслоу.

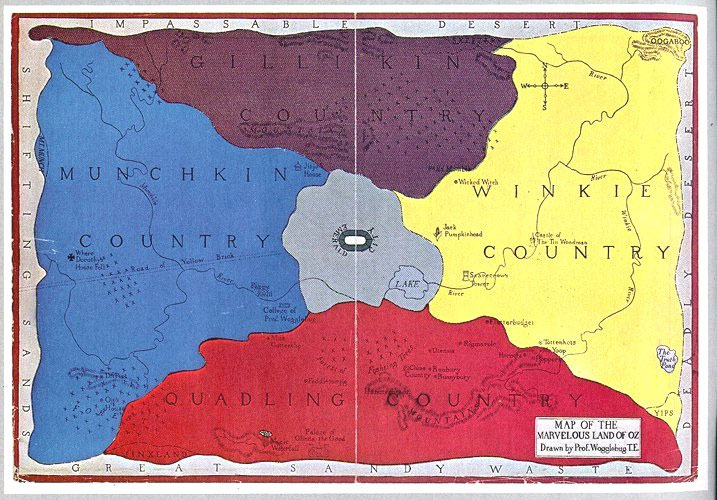
Мапа Країни Оз та сусідніх країн 1914 року. Регіони за межами пустель, що оточують країну Оз, були представлені після першої книги про країну Оз.

Країна Оз складається з чотирьох великих квадрантів: Країна Гіллікінів на півночі, Країна Квадлінгів на півдні, Країна Манчкінів на сході та Країна Вінкінів на заході. Кожна провінція має свого правителя, але самим королівством завжди правив один монарх. Згідно з «Неймовірною країною Оз», цим монархом є принцеса Озма.
Баум не планував, що у «Чарівної країни Оз» будуть продовження, але вона здобула більшу популярність, ніж будь-яка з інших створених ним казкових країн, включно з країною Мерліленд у дитячому романі Баума «Дот і Тот у Мерліленді», написаному роком пізніше. Завдяки світовому успіху країни Оз, Баум вирішив повернутися до неї через чотири роки після публікації «Чудового чарівника країни Оз». Протягом наступних двох десятиліть він описував і розширював країну в «Книгах про країну Оз» — серії, в якій з'явилося багато вигаданих персонажів і істот. Баум мав намір завершити серію шостою книгою «Смарагдове місто Оз» (1910), в якій Оз назавжди закривається і стає невидимим для зовнішнього світу, але це не сподобалося шанувальникам, і він швидко відмовився від цієї ідеї, написавши ще вісім успішних книг про Оз, і навіть назвавши себе «Королівським істориком Оз».
Загалом Баум написав чотирнадцять дитячих бестселерів про країну Оз та її зачарованих мешканців, а також спін-офф серію з шести перших читанок. Після його смерті у 1919 році автор Рут Пламлі Томпсон, ілюстратор Джон Р. Ніл (який раніше співпрацював з Баумом над книгами про країну Оз) та кілька інших письменників і художників продовжили цю серію. Зараз існує понад 50 романів, заснованих на оригінальній сазі Баума про країну Оз.
Баум описував країну Оз як реальне місце, на відміну від музичної екранізації MGM 1939 року, яка представляє її як сон головної героїні Дороті Гейл. Згідно з книгами про Оз, це прихована казкова країна, відрізана від решти світу Смертоносною пустелею.
Скорочена назва людини, що живе в Країні Оз, — «озіт». Цей термін з'являється у книгах «Дороті і чарівник у країні Оз», «Дорога до Оз» та «Смарагдове місто Оз». В інших книгах також використовується «Озіт». В анімаційному сиквелі 1974 року «Подорож до країни Оз», знятому студією MGM, у сценарії зустрічається слово «озонієць». Термін «озіанець» з'являється у сценічній адаптації фільму MGM Королівської шекспірівської компанії, а саме у творі «Wicked» (мюзикл). «Ozmite» використовувався в рекламі Reilly & Lee у 1920-х роках, що наштовхнуло деяких критиків на думку, що «Ozmie» могло бути друкарською помилкою.

## Характеристика
У першій книзі «Чудовий чарівник країни Оз» Оз відрізняється від рідного Канзасу Дороті тим, що не є цивілізованим; це пояснює, чому в Канзасі немає відьом і чарівників, а в Озі вони є. У третій книзі «Озма з Оз» Оз описується як «казкова країна», нова термінологія, яка залишилася для пояснення його чудес.